# UChile TV
UChile TV es un canal de televisión abierta chileno operado por la Universidad de Chile. Inició sus transmisiones el 30 de diciembre de 2020. En la actualidad se puede sintonizar por el subcanal .2 de Chilevisión en diferentes partes del país. 

## Historia
Originalmente, Universidad de Chile fue la propietaria de las concesiones sobre la cual emite Chilevisión en Santiago y otras 27 localidades del país (Valparaíso, San Antonio, Rancagua, San Fernando, Talca, Chillán, Concepción y Talcahuano, Temuco, Valdivia, Osorno, Puerto Montt, Arica, Iquique, Antofagasta, El Salvador, Chuquicamata, Copiapó, Vallenar, La Serena, Ovalle, Illapel, Los Vilos, San Felipe y Los Andes, Ancud, Castro, Coyhaique y Punta Arenas). Con todo, estas concesiones fueron entregadas en usufructo en 1993 por el rector Jaime Lavados a la sociedad Red de Televisión Universitaria S.A por un plazo de 25 años, renovables automáticamente por otro período idéntico. RTU fue vendida ese mismo año por la casa de estudios a la Organización Cisneros, la que renombró la sociedad controladora a Chilevisión S.A.
A mediados de 2018, al término del primer período de 25 años, la Universidad de Chile solicitó al CNTV extender el usufructo de la concesión de sus frecuencias VHF para transmisiones analógicas por el plazo necesario para completar el proceso de migración a la televisión digital terrestre, de acuerdo a la preceptiva transitoria de la Ley N° 20.750.
Por más de 20 años, distintos rectores de la Universidad manifestaron sus intenciones de generar un proyecto televisivo propio, los que se acrecentaron bajo el mandato de Víctor Pérez.
Coincidiendo con el 178º aniversario de la Casa de Estudios, el rector Ennio Vivaldi anunció el 19 de noviembre de 2020 la "recuperación" de su señal televisiva, a través de un acuerdo con Chilevisión para transmitirla a través del subcanal digital de las frecuencias que ésta opera a nivel nacional. Vivaldi definió al proyecto como "experimental, innovador y acorde a los tiempos que vive Chile" y que busca ser un aporte "desde la riqueza de la comunidad universitaria al diálogo y encuentro del país".
La marcha blanca del canal fue fijada para diciembre, con 1 hora 30 minutos de programación diaria. Tras un anuncio en redes sociales, esta se inició el 30 de diciembre de 2020 a las 20:32, con 20 minutos de programación que incluyeron una presentación por parte del rector, un registro de la Sinfonía n.º 9 de Beethoven por parte de la Orquesta Sinfónica Nacional de Chile, y la interpretación del himno universitario por parte del Coro de la Universidad de Chile.

## Programación
El bloque programático experimental de UChile TV en sus comienzos iniciaba provisionalmente a las 20:30 por un espacio de hasta 1 hora y 30 minutos. Al finalizar sus transmisiones, y durante el resto de la jornada, la señal emitía de forma temporal la programación del extinto canal de televisión TV Educa Chile.
A partir del 13 de enero de 2021, la señal extendió sus transmisiones de lunes a viernes desde las 22:00 hasta la 00:00, con dos horas de transmisión. Horarios que se mantendrían hasta el 1 de junio de 2021, fecha en que terminan cinco meses de marcha blanca e inicia una nueva etapa estrenando programación propia, transmitiendo desde las 07:00 hasta las 00:00.
Entre 2021 y 2022 transmitió la señal de la Convención Constitucional, para que la convención llegara a todos los rincones del país.
En 2022 se estrenó una nueva programación, más dinámica y diversa que le permite llegar a una mayor audiencia, se estrena el programa político "Descabelladas" conducido por Mirna Schindler, Alejandra Matus y Yasna Lewin, también se estrena "Con Ojo Clínico", "Caleidoscopio", "Sapiens", "Ciudad Sonora", "La vida de lxs otrxs" y "Tangram" conducido por Paula Molina
En 2023, el canal en conjunto con Chilevisión, transmite los Juegos Panamericanos de Santiago de 2023 

## Presentadoras
- Alejandra Matus 2022-presente
- Yasna Lewin     2022-presente
- Mirna Schindler 2022-presente
- Paula Molina    2022-presente